# Colsa kinabaluensis
Colsa kinabaluensis är en insektsart som först beskrevs av Victor Lallemand 1932.  Colsa kinabaluensis ingår i släktet Colsa och familjen spottstritar. Inga underarter finns listade i Catalogue of Life.